# Dembow (ritmo musical)
El dembow ( haga click aquí para escuchar dembow)  es un ritmo musical originario de Jamaica, el cual sirve como base en la creación de canciones principalmente del género reggaetón.

## Origen y características
El dembow es un conjunto de ritmos los cuales fueron creados por el dúo de productores jamaiquinos Steely & Clevie, para luego ser implementado en Puerto Rico en la creación del reguetón. El dembow en el reguetón, básicamente es la base y el esqueleto en la percusión. Así como el reguetón ha sido un género musical con constante evolución, también ha pasado lo mismo con el dembow, que a su vez ha servido también para construir el estilo musical de la República Dominicana que lleva el mismo nombre del ritmo.

## Etimología
El dembow toma su nombre de una canción interpretada y elaborada por Shabba Ranks, titulada «Dem Bow», canción de dancehall que se hizo popular en diferentes países e islas caribeñas.